# Championnat d'Afrique du Sud féminin de football 2022
Navigation
2021 2023
La Hollywoodbets Super League 2022 est la 3e édition du championnat d'Afrique du Sud féminin de football. Le premier niveau du championnat féminin oppose seize clubs sud-africains. Le vainqueur du championnat est qualifié pour la Ligue des champions de la COSAFA.
Les Mamelodi Sundowns sont tenantes du titre, tandis que Vasco de Gama et les City Lads sont promus de Sasol National Championship.
En fin de saison les Mamelodi Sundowns remportent leur troisième titre, les promus pour la prochaine saison sont l'Université de Pretoria et Copperbelt Ladies.

## Participants
| Équipe                     | Ville                        | Première saison | Meilleur classement |
| -------------------------- | ---------------------------- | --------------- | ------------------- |
| Mamelodi Sundowns          | Pretoria, Gauteng            | 2019-2020       | 1er                 |
| TUT FC                     | Pretoria, Gauteng            | 2019-2020       | 2e                  |
| University of Western Cape | Le Cap, Cap-Occidental       | 2019-2020       | 3e                  |
| JVW FC                     | Bedfordview, Gauteng         | 2020-2021       | 4e                  |
| First Touch FC             | Polokwane, Limpopo           | 2019-2020       | 4e                  |
| Bloemfontein Celtic        | Bloemfontein, État libre     | 2019-2020       | 3e                  |
| Thunderbirds Ladies        | Butterworth, Cap-Oriental    | 2019-2020       | 7e                  |
| MaIndies Ladies            | Thohoyandou, Limpopo         | 2020-2021       | 8e                  |
| University of Johannesburg | Johannesbourg, Transvaal     | 2019-2020       | 8e                  |
| Durban Ladies FC (en)      | Durban, KwaZulu-Natal        | 2019-2020       | 7e                  |
| Richmond United            | Richmond, Cap-Nord           | 2019-2020       | 11e                 |
| Coal City Wizards          | Emalahleni, Cap-Oriental     | 2019-2020       | 5e                  |
| Golden Ladies              | Mahikeng, Nord-Ouest         | 2019-2020       | 9e                  |
| Tsunami Queens             | Phuthaditjhaba, État libre   | 2019-2020       | 12e                 |
| Vasco da Gama (en)         | Parow, Cap-Occidental        | 2021-2022       | Promu               |
| City Lads Ladies           | Port Elizabeth, Cap-Oriental | 2021-2022       | Promu               |

## Compétition

### Classement
| Rang | Équipe                     | Pts | J  | G  | N  | P  | Bp  | Bc  | Diff |
| ---- | -------------------------- | --- | -- | -- | -- | -- | --- | --- | ---- |
| 1    | Mamelodi Sundowns T        | 82  | 30 | 27 | 1  | 2  | 126 | 13  | +113 |
| 2    | UWC                        | 68  | 30 | 20 | 8  | 2  | 55  | 13  | +42  |
| 3    | TUT FC                     | 65  | 30 | 19 | 8  | 3  | 75  | 33  | +42  |
| 4    | JVW FC                     | 60  | 30 | 19 | 3  | 8  | 82  | 33  | +49  |
| 5    | University of Johannesburg | 51  | 30 | 15 | 6  | 9  | 59  | 41  | +18  |
| 6    | Bloemfontein Celtic        | 51  | 30 | 13 | 12 | 5  | 37  | 22  | +15  |
| 7    | Richmond United            | 48  | 30 | 15 | 3  | 12 | 63  | 51  | +12  |
| 8    | MaIndies Ladies            | 47  | 30 | 14 | 5  | 11 | 42  | 45  | -3   |
| 9    | First Touch FC             | 38  | 30 | 10 | 8  | 12 | 28  | 48  | -20  |
| 10   | Durban Ladies              | 37  | 30 | 11 | 4  | 15 | 32  | 45  | -13  |
| 11   | Thunderbirds Ladies        | 35  | 30 | 10 | 5  | 15 | 40  | 50  | -10  |
| 12   | City Lads Ladies P         | 29  | 30 | 8  | 5  | 17 | 36  | 75  | -39  |
| 13   | Coal City Wizards          | 23  | 30 | 7  | 2  | 21 | 34  | 63  | -29  |
| 14   | Vasco da Gama (en) P       | 22  | 30 | 6  | 4  | 20 | 31  | 66  | -35  |
| 15   | Golden Ladies              | 13  | 30 | 3  | 4  | 23 | 27  | 107 | -80  |
| 16   | Tsunami Queens             | 10  | 30 | 2  | 4  | 24 | 15  | 77  | -62  |

## Statistiques

### Meilleures buteuses
Mise à jour le 28 août 2022.
|    | Joueuse                   | Club                | Buts |
| -- | ------------------------- | ------------------- | ---- |
| 1. | Nompumelelo Nyandeni (en) | JVW FC              | 17   |
| 2. | Boitumelo Rabale          | Mamelodi Sundowns   | 12   |
| 2. | Nthabiseng Majiya         | Richmond United     | 12   |
| 4. | Andisiwe Mgcoyi           | Mamelodi Sundowns   | 11   |
| 5. | Miche Minnies             | Mamelodi Sundowns   | 10   |
| 5. | Michelle Sampson          | Richmond United     | 10   |
| 5. | Kgalebane Mohlakoana (en) | Bloemfontein Celtic | 10   |